# 宽齿青兰
宽齿青兰（学名：Dracocephalum paulsenii）为唇形科青兰属下的一个种。

## 扩展阅读
- 維基物種上的相關：宽齿青兰